# Psycho Circus
Psycho Circus je 18. studiové album americké rockové skupiny Kiss. Vydáno bylo v roce 1998 a nahrávání se po 18 letech (od alba Unmasked) zúčastnily všichni čtyři původní členové a to v původních maskách a kostýmech z dob alba Destroyer. Album bylo přijato nadšeně a během prvního týdne se prodalo 110.000 kusů,čímž se stalo zlatým albem.
Původní sestava na tomto albu nahrála společně pouze píseň "Into the Void".

## Seznam skladeb
| Základní verze | Základní verze                                  | Základní verze           | Základní verze                      | Základní verze |
| Pořadí         | Název                                           | Autor                    | Hlavní zpěvák                       | Délka          |
| -------------- | ----------------------------------------------- | ------------------------ | ----------------------------------- | -------------- |
| 1.             | Psycho Circus                                   | Stanley / Simmons        | Paul Stanley                        | 5:30           |
| 2.             | Within                                          | Simmons                  | Gene Simmons                        | 5:10           |
| 3.             | I Pledge Allegiance to the State of Rock & Roll | Stanley / Cuomo / Knight | Stanley                             | 3:32           |
| 4.             | Into the Void                                   | Ace Frehley / Cochran    | Frehley                             | 4:24           |
| 5.             | We Are One                                      | Simmons                  | Simmons                             | 4:41           |
| 6.             | You Wanted the Best                             | Simmons                  | Simmons / Stanley / Frehley / Criss | 4:15           |
| 7.             | Raise Your Glasses                              | Stanley / Knight         | Stanley                             | 4:14           |
| 8.             | Finally Found My Way                            | Stanley / Bob Ezrin      | Peter Criss                         | 3:40           |
| 9.             | Dreamin                                         | Stanley / Bruce Kulick   | Stanley                             | 4:12           |
| 10.            | Journey of 1,000 Years                          | Simmons                  | Simmons                             | 4:49           |
| Celková délka: | Celková délka:                                  | Celková délka:           | Celková délka:                      | 44:24          |

## Obsazení
- Paul Stanley - kytara, zpěv
- Gene Simmons - basová kytara, zpěv
- Ace Frehley - sólová kytara, zpěv
- Peter Criss - bicí, zpěv

## Hosté
- Bruce Kulick - basová a doprovodná kytara
- Tommy Thayer - sólová kytara
- Kevin Valentine - bicí
- Shelly Berg - piano

## Umístění
Album
| Hitparáda(1992) | Umístění |
| --------------- | -------- |
| Austrálie       | 1        |
| Rakousko        | 25       |
| Kanada          | 2        |
| Finsko          | 5        |
| Německo         | 5        |
| Nizozemsko      | 51       |
| Norsko          | 4        |
| Švédsko         | 1        |
| Švýcarsko       | 30       |
| Japonsko        | 20       |
| USA             | 3        |

### Singly
"Psycho Circus"
| Hitparáda(1998) | Umístění |
| --------------- | -------- |
| USA             | 1        |
| Austrálie       | 22       |
| Norsko          | 8        |
| Nizozemí        | 98       |
| Švédsko         | 31       |

"We Are One"
| Hitparáda(1998) | Umístění |
| --------------- | -------- |
| USA             | 22       |
| Norsko          | 18       |
| Švédsko         | 31       |
| Austrálie       | 40       |

"You Wanted the Best"
| Hitparáda(1998) | Umístění |
| --------------- | -------- |
| USA             | 22       |

### Ocenění
| Organizace  | Certifikace | Prodej  |
| ----------- | ----------- | ------- |
| RIAA (U.S.) | zlato       | 500.000 |
| Canada      | zlato       | 50.000  |
| Švédsko     | zlato       | 40.000  |